# Бакаринов, Юрий Михайлович
Юрий Михайлович Бакаринов (род. 8 мая 1938, Москва) — советский метатель молота и тренер по лёгкой атлетике. Участник летних Олимпийских игр 1964 года. Бронзовый призёр чемпионата Европы 1962 года. Чемпион СССР 1964 года. Заслуженный тренер России. Доктор педагогических наук (1996).

## Биография
Юрий Михайлович Бакаринов родился 8 мая 1938 года в Москве. В 1960-х годах он был одним из сильнейших метателей молота в СССР, рекордсменом и чемпионом страны (1964). Участвовал в Олимпийских играх 1964 года в Токио, где занял пятое место.
После окончания спортивной карьеры Бакаринов занялся тренерской работой. Юрий Михайлович был тренером национальной сборной по метанию молота, а затем до 2007 года — старшим тренером по всем видам метаний.
Много занимался исследовательской работой, разработал методические материалы по подготовке легкоатлетов высокого уровня. В настоящее время Юрий Михайлович работает в комплексной научной группе по метаниям в сборной России.
Наиболее известными его воспитанниками являются:
- Игорь Астапкович — призёр Олимпийских игр 1992 и 2000 годов, чемпион Европы 1990 года, призёр чемпионатов мира[8].
- Алексей Загорный — участник Олимпийских игр 2000 года, бронзовый призёр чемпионата мира 2009 года, чемпион России 2000 года[9][10].

## Личные результаты

### Международные
| Год  | Соревнования     | Место проведения   | Место | Результат |
| ---- | ---------------- | ------------------ | ----- | --------- |
| 1962 | Чемпионат Европы | Белград, Югославия | 3     | 66,57 м   |
| 1964 | Олимпийские игры | Токио, Япония      | 5     | 66,72 м   |
| 1965 | Универсиада      | Будапешт, Венгрия  | 3     | 63,74 м   |

### Национальные
| Год  | Соревнования   | Место проведения | Место | Результат |
| ---- | -------------- | ---------------- | ----- | --------- |
| 1962 | Чемпионат СССР | Москва           | 2     | 66,54 м   |
| 1963 | Чемпионат СССР | Москва           | 2     | 66,29 м   |
| 1964 | Чемпионат СССР | Киев             | 1     | 69,55 м   |